# Eliasz I (patriarcha Jerozolimy)
Eliasz I – piąty patriarcha Jerozolimy; sprawował urząd w latach 495–516.